# 리처드 크롬웰

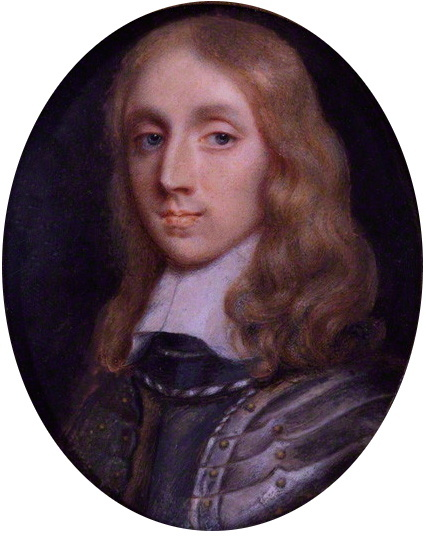
리처드 크롬웰, 1650년-1655년경.

리처드 크롬웰(영어: Richard Cromwell, 1626년 10월 4일 ~ 1712년 7월 12일)은 영국의 정치인이다. 1658년 9월 3일에서 1659년 5월 25일까지 약 9달 동안 잉글랜드, 스코틀랜드와 아일랜드 연방(영어: Commonwealth of England, Scotland and Ireland)의 2대 호국경으로 초대 호국경 올리버 크롬웰의 아들이다.

## 어린 시절
리처드 크롬웰은 올리버 크롬웰과 엘리자베스 바우처 사이의 셋째 아들로 1626년 10월 4일 태어났다. 맏형 로버트(1621-1639)와 올리버(1622-1644)는 일찍 죽었기 때문에, 리처드 크롬웰은 올리버 크롬웰의 살아있는 아들 중에서는 맏이가 되었다. 리처드는 의회군에서 종사하다가 1647년 링컨스 인 법학원에 들어갔고, 1649년 햄프셔의 젠트리인 리처드 메이저의 딸인 도로시 메이저와 결혼하였다. 리처드는 1654년과 1656년에 의회 의원으로 활동하였고 1655년 11월에는 무역위원회의 위원으로 발탁되었지만, 그는 그의 아버지만큼의 성과를 보여주지 못하였다.

## 호국경
1657년 공화국의 2번째 헌법이 발표되었고 올리버 크롬웰은 자신의 후계자를 지목할 수 있게 되었다. 이후 리처드는 그해 7월 18일 옥스퍼드 대학교 총장이 되었고 12월 31일에는 국무회의의 의원이 되었다. 이와 비슷한 시기에 1개 연대와 상원의원의 자리까지 얻었다. 리처드는 아버지인 올리버의 후계자로 인식되기 시작하였고, 올리버가 사망할 때 후계자로서 지목되었다. 1658년 9월 3일 리처드는 큰 저항 없이 호국경에 취임하였다.
그러나 얼마 지나지 않아서 군과 의회 사이에 문제가 발생하였다. 아버지인 올리버에 비해 리처드는 능숙한 장군이 아니었음에도 불구하고 군을 직접 지휘하고자 하여 총사령관이 되고자 했던 고위장교들의 요청을 거절하였는데, 이는 군 장교들을 불쾌하게 만들었다. 1659년 1월 27일 재정 문제를 포함한 각종 문제들을 해결하기 위해 의회가 개회되었는데, 여기서 의회는 올리버 크롬웰의 마지막 2년간의 군사 독재에 심각하게 비판을 가하였고 군의 고위 간부 중 한 명을 탄핵하고자 함으로써 군부에게 큰 반발을 사게 되었다. 군은 의회에 대응하기 위해 평의회를 만들었고, 4월 6일 군 평의회는 의회 측에게 군부에 대항하는 행동에 대해서 설명할 것을 요구하였다. 4월 21일 의회는 이에 대한 답변으로 군 평의회가 호국경의 허락 없이는 열리지 못하게 하고 모든 장교는 의회에 조치에 따를 것을 요구하였다. 이에 군은 반란을 일으켜 병력을 세인트 제임스에 집결시켰고, 리처드는 사실상 군부의 통제 속에 있게 되었다. 군의 요청에 의해 리처드는 그날 밤 의회를 해산시켰다. 5월 7일에 재소집된 장기의회와 군부는 리처드의 해임에 동의하였고, 리처드는 자신의 권력 유지 또는 왕국의 부활을 위한 행동을 취하지 않았다. 리처드는 결국 5월 25일 공식적으로 사임하였다.

## 은퇴 이후
호국경을 사임한 후 리처드는 재임기간에 발생한 엄청난 빚에 시달려야 했고 체포되는 일도 가까스로 피할 수 있었다. 1660년 여름 그는 잉글랜드를 떠나 프랑스로 건너갔고, 그곳에서 존 클라크(영어: John Clarke)라는 이름으로 은둔생활을 시작하였다. 이후 스페인, 이탈리아, 제네바 등으로 계속 이사를 거듭하였다. 리처드는 긴 기간 동안 영국 정부로부터 위험인물로 지목되었고 1671년 정부측에서 그를 수색하였지만 찾지 못하였다. 1680년쯤이 되어서야 리처드는 잉글랜드로 돌아올 수 있었고 체선트에서 1712년 7월 12일 죽을 때까지 살았다. 그의 유해는 햄프셔의 허슬리 교회에 묻혔다.

## 참고 자료
- 본 문서에는 현재 퍼블릭 도메인에 속한 브리태니커 백과사전 제11판의 내용을 기초로 작성된 내용이 포함되어 있습니다.